# Garden of the Arcane Delights
Garden of the Arcane Delights („Градина на тайните удоволствия“) е единственото EP на австралийското неокласическо/даркуейв/ню ейдж дуо Дед Кен Денс, издадено малко след официалното издаване на дебютния им студиен албум „Dead Can Dance“. Когато първият им албум е преиздаден на CD, песните от това EP са включени като бонус в изданието. 

## Предистория
Обложката на миниалбума е нарисувана от самия Брендън Пери и отразява, по неговите думи, тематиката на песента „The Arcane“. Както Пери обяснява: „Голата фигура със завързани очи, представляваща първичния човек, лишен от възприятие, стои в границите на градина (света), съдържаща фонтан и дървета, отрупани с плодове. Дясната му ръка се простира – стремежът към знание към едно плодоносно дърво, чийто ствол е обвит със змия. В градинската стена – стената между свободата и затвореността има две врати: дуалистичната представа за избор. Това е вселената на Блейк, в която човечеството може само да изкупи себе си, може само да се отърве от слепотата чрез правилно тълкуване на знаци и събития, които проникват в тъканта на природните закони.“

## Песни
Всички парчета са написани от Дед Кен Денс (Лиса Джерард, Брендан Пери).

### Страна A
1. Carnival of Light – 3:31
2. In Power We Entrust the Love Advocated – 4:11

### Страна B
1. The Arcane – 3:49
2. Flowers of the Sea – 3:28

|  | Тази страница частично или изцяло представлява превод на страницата Garden of the Arcane Delights в Уикипедия на английски. Оригиналният текст, както и този превод, са защитени от Лиценза „Криейтив Комънс – Признание – Споделяне на споделеното“, а за съдържание, създадено преди юни 2009 година – от Лиценза за свободна документация на ГНУ. Прегледайте историята на редакциите на оригиналната страница, както и на преводната страница, за да видите списъка на съавторите. ВАЖНО: Този шаблон се отнася единствено до авторските права върху съдържанието на статията. Добавянето му не отменя изискването да се посочват конкретни източници на твърденията, които да бъдат благонадеждни. |